# Sam McCallum
Sam Benjamin McCallum (* 2. September 2000 in Canterbury) ist ein englischer Fußballspieler, der seit 2020 für Norwich City spielt.

## Karriere
Sam McCallum wurde in Canterbury geboren und wuchs in der Küstenstadt Herne Bay auf. Er spielte in den Nachwuchsmannschaften Charlton Athletics, des FC Gillingham und des FC Chelsea, bevor er im Jahr 2017 in seine Heimat zum Amateurverein FC Herne Bay zurückkehrte. Im Jahr 2019 schloss er sich der V9 Academy des englischen Nationalspielers Jamie Vardy an, die darauf ausgerichtet ist Amateurspielern einen professionellen Vertrag zu ermöglichen.
Am 9. August 2018 wechselte er zum Drittligisten Coventry City, wo er einen Dreijahresvertrag unterzeichnete und als vierte Option in der linken Außenverteidigung eingeplant wurde. Er begann die Saison 2018/19 deshalb in der U23-Mannschaft der Sky Blues, war jedoch in den drei Gruppenspielen der EFL Trophy stets im Spieltagskader. Am 13. November 2018 debütierte er bei der 0:2-Auswärtsniederlage gegen Cheltenham Town im dritten und letzten Gruppenspiel der Trophy in der ersten Mannschaft, als er in der 55. Spielminute für Brandon Mason eingewechselt wurde. McCallum überzeugte den Cheftrainer Mark Robbins im Training und dieser gab ihm im Dezember 2018 erstmals die Möglichkeit Einsatzzeit in der League One zu sammeln. Am 29. Dezember 2018 (25. Spieltag) bestritt er beim 1:0-Heimsieg gegen Southend United seinen ersten Einsatz in der dritten englischen Spielklasse, als er in der 82. Spielminute erneut für Mason in die Partie kam. In den nächsten Ligaspielen kam er regelmäßig zum Einsatz, kehrte aber im Februar in die U23 zurück. In dieser Saison 2018/19 absolvierte er sieben Ligaspiele für die erste Mannschaft.
In der nächsten Spielzeit 2019/20 entwickelte sich McCallum zum Stammspieler und wurde vermehrt als linker Flügelspieler eingesetzt. Am 9. November 2019 erzielte er beim 2:0-Auswärtssieg gegen Colchester United in der 1. Runde des FA Cups sein erstes Tor für Coventry City.
Am 31. Januar 2020 wechselte Sam McCallum für eine Ablösesumme in Höhe von 3,5 Millionen Pfund Sterling zum Erstligisten Norwich City, wo er einen 4-1/2-Jahres-Vertrag unterzeichnete. Im Rahmen des Transfers wurde vereinbart, dass er bis zum Ende der Saison an Coventry City zurückverliehen wird. In der Saison 2019/20 absolvierte er insgesamt 35 Pflichtspiele, in denen ihm drei Tore und genauso viele Vorlagen gelangen. Mit den Sky Blues gewann er die Meisterschaft, welche der Mannschaft außerdem den Aufstieg in die zweitklassige EFL Championship ermöglichte.
Am 20. September 2020 wechselte er für die gesamte Spielzeit 2020/21 auf Leihbasis zu Coventry City. Er war in dieser unumstrittener Stammspieler und absolvierte 41 Ligaspiele, in denen er einen Torerfolg verbuchen konnte. Auch in der Saison 2021/22 wurde McCallum an einen Zweitligisten ausgeliehen – nunmehr an die Queens Park Rangers.

## Erfolge
Coventry City
- EFL League One: 2019/20